# داون أندر
طواف داون أندر (بالإنجليزية: Tour Down Under)‏ هو سباق دراجات هوائية يقام في شهر يناير، في منطقة أديليد بجنوب أستراليا. في 2005 رقي الطواف من قبل الاتحاد الدولي للدراجات إلى أعلم مرتبة خارج أوروبا. في عام 2008 أصبح طواف داون أندر أول سباق برو تاور [الإنجليزية] في أستراليا، وفي السنة التالية أصبح الحدث الافتتاحي لطواف العالم للدراجات 2009.

## معرض صور

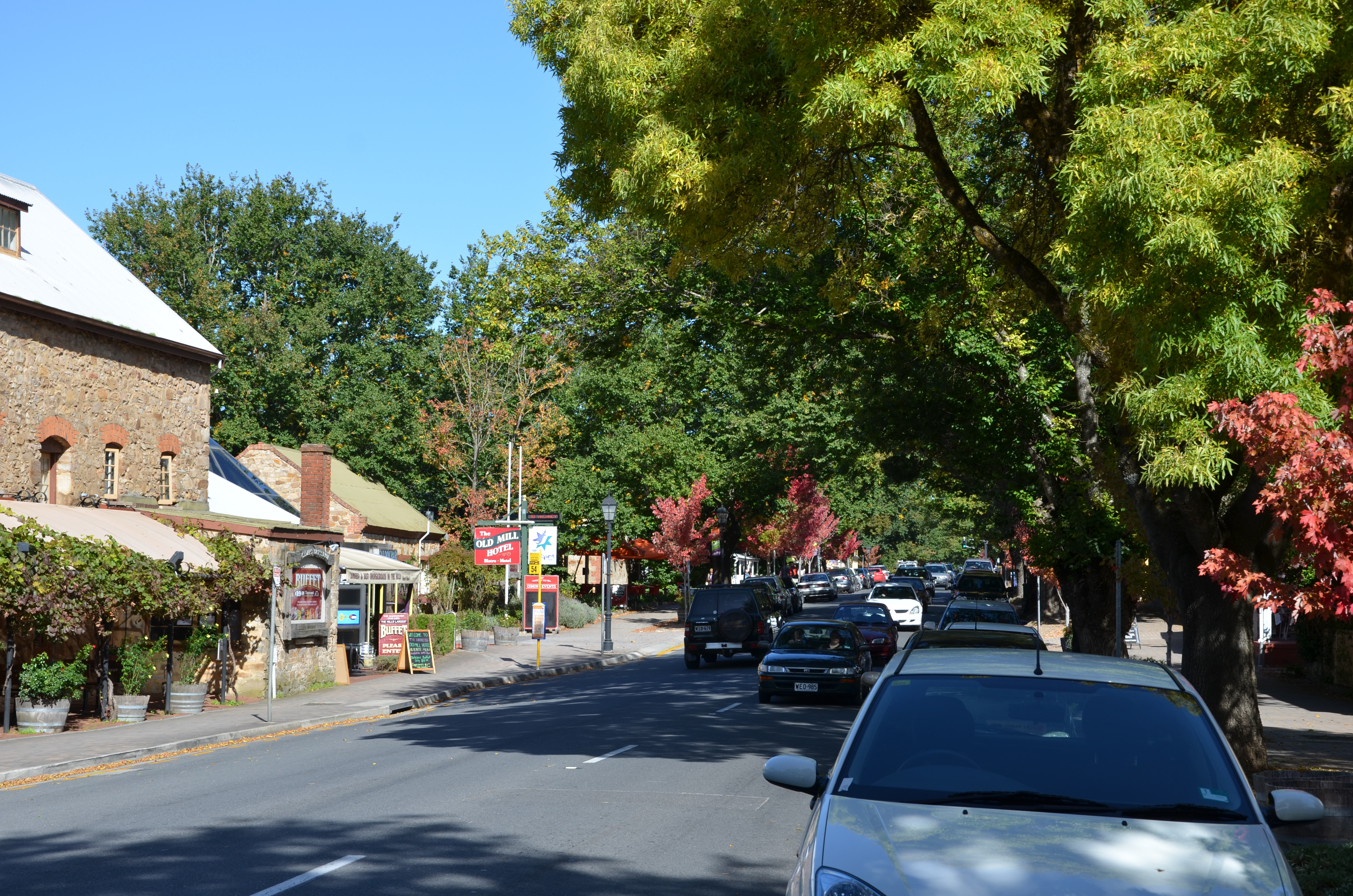
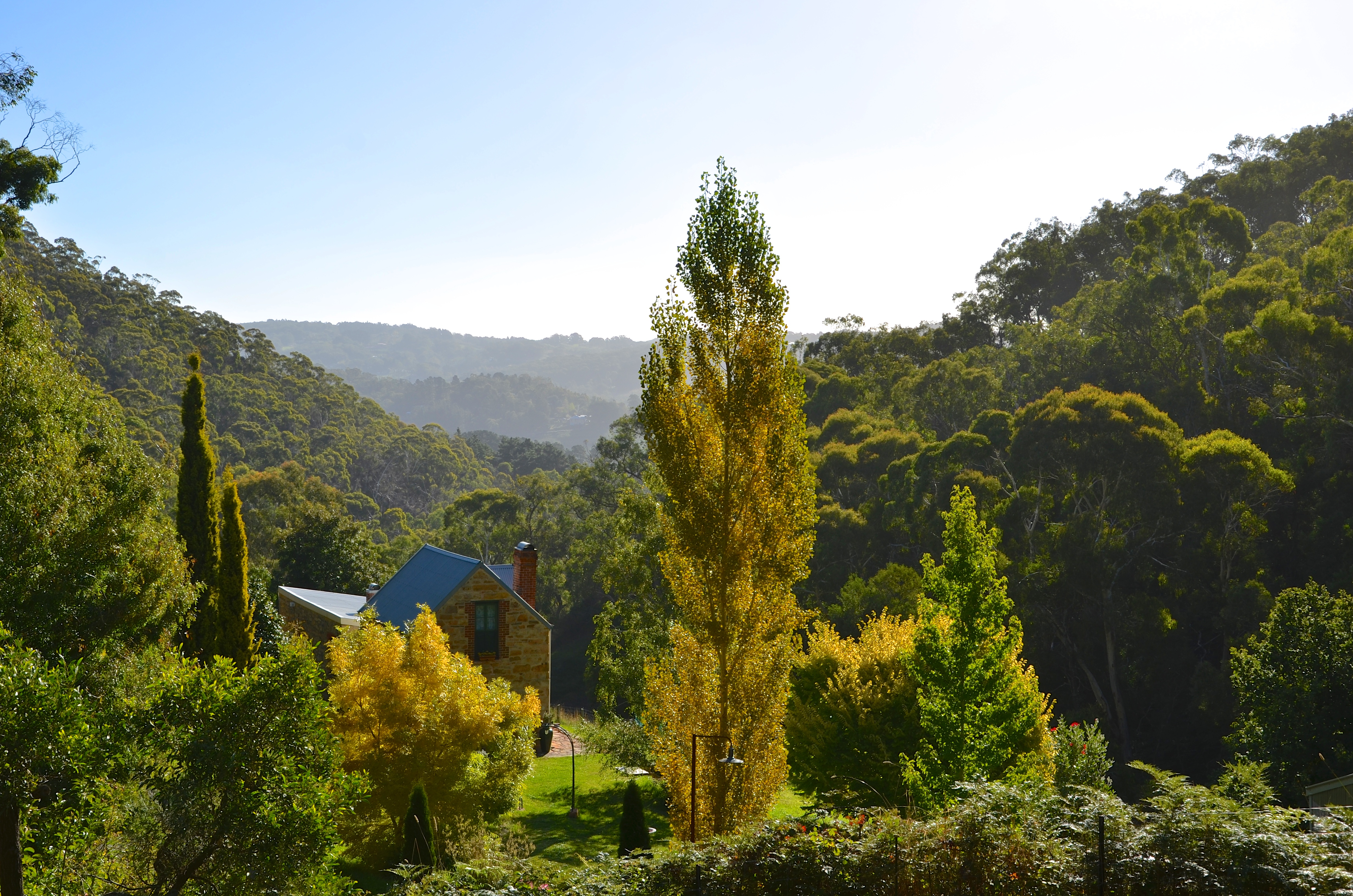
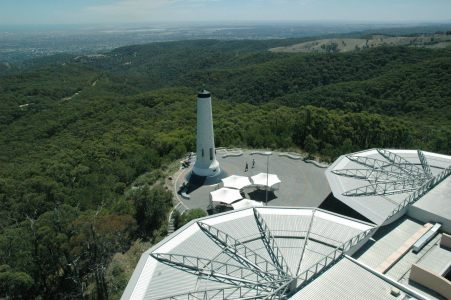
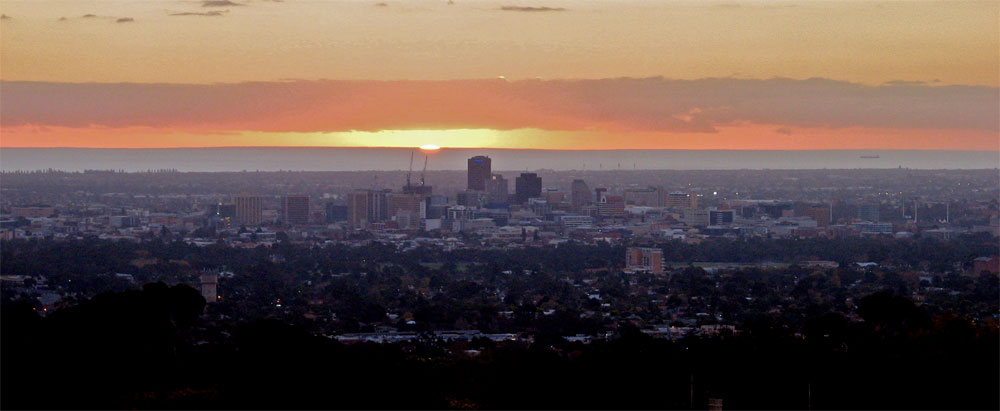

## تاريخ

### قائمة الفائزين
خطأ لوا في mw.text.lua على السطر 25: bad argument #1 to 'match' (string expected, got nil).

### الفائزين حسب البلد
| #  | البلد    | الانتصارات |
| -- | -------- | ---------- |
| 1. | أستراليا | 10         |
| 2. | ألمانيا  | 2          |
| 2. | إسبانيا  | 2          |
| 4. | فرنسا    | 1          |
| 4. | هولندا   | 1          |
| 4. | سويسرا   | 1          |

### قائمة الفائزين - سيدات
|      |            | السائق                      | الفريق |
| ---- | ---------- | --------------------------- | ------ |
| 2007 | أستراليا ! | Jenny MacPherson (أستراليا) |        |

### المدير
- 1999 حتى الآن: مايكل ترتر.

## وصلات خارجية
- Official website